# Rochester (Minnesota)
Rochester es una ciudad del condado de Olmsted, del cual es sede, en el estado de Minnesota, Estados Unidos. Su población total estimada era de 107 890 habitantes según el censo de 2011, una cifra que ascendía a 121 395 habitantes según el censo de 2020. El área metropolitana de Rochester, que también incluye las zonas agrícolas rurales cercanas, tenía una población de 226 329 habitantes en 2020. Esto convierte a Rochester en la tercera ciudad más poblada de Minnesota y la ciudad más poblada fuera de la zona metropolitana de Minneapolis-St. Paul-Bloomington.
Quizás Rochester sea más conocida por ser la sede de la Clínica Mayo. También es la sede de una gran planta de la compañía IBM. Durante muchos años la ciudad ha estado dentro de la lista "Los mejores lugares para vivir" de la revista Money Magazine. En 2006 se encontraba en el puesto n.º 67 de dicha lista.

## Historia
Rochester fue fundada por George Head en 1854. Originalmente de Rochester (Nueva York), Head se había quedado en Waukesha (Wisconsin) antes de mudarse al oeste, a Minesota. A su nueva fundación, la llamó como a su ciudad natal del estado de Nueva York. En 1857, Rochester fue nombrada sede de condado de Olmsted. Rochester era una parada para las diligencias que viajaban entre Saint Paul, Minesota y Dubuque, Iowa. Con la llegada del ferrocarril a Rocheseter en los 1860, también llegaron más habitantes y nuevas oportunidades de negocios.
En 21 de agosto de 1883, un tornado destruyó gran parte de Rochester, matando 37 personas e hiriendo otras miles. Como no había ningún hospital ni clínica William W. Mayo y sus dos hijos trabajaron juntos para cuidar a los heridos y enfermos. Las monjas de S. Francisco reunieron 60 000 dólares de donaciones y con la ayuda del Dr. Mayo, abrieron un hospital nuevo, que se llamó Santa María Hospital en 1889. Con el tiempo la actividad médica de los Mayo creció, y hoy su clínica es una de las más grandes y prestigiosas del mundo. Entre las muchas personalidades que han visitado Rochester para ser pacientes de la Clínica Mayo, puede citarse a los presidentes de Estados Unidos George H.W. Bush, Gerald Ford y Ronald Reagan, al rey Hussein de Jordania y al defensor de los derechos humanos mexicano Luis Héctor Márquez Guevara.

### Clima
| Mes                | enero   | febrero  | marzo   | abril   | mayo    | junio   | julio   | agosto  | septiembre | octubre | noviembre | diciembre |
| ------------------ | ------- | -------- | ------- | ------- | ------- | ------- | ------- | ------- | ---------- | ------- | --------- | --------- |
| Alta media °F (°C) | 20 (-7) | 26 (-3)  | 39 (4)  | 55 (13) | 68 (20) | 77 (25) | 80 (27) | 78 (26) | 69 (21)    | 57 (14) | 39 (4)    | 24 (-4)   |
| Baja media °F (°C) | 4 (-16) | 11 (-12) | 23 (-5) | 35 (2)  | 46 (8)  | 56 (13) | 60 (16) | 58 (14) | 49 (9)     | 37 (3)  | 24 (-4)   | 10 (-12)  |

## Demografía
Se estima que la población de Rochester es de 94.950 personas  en 1 de abril de 2005. El censo de 2000 contó 85.806 habitantes, 34.116 casas, y 21.493 familias en la ciudad. La densidad de población era de 836,4 habitantes/km². Había 35.346 casas con una densidad media de 344,5 habitantes/km². 
De las 34.116 casas, el 32,6% tenían hijos menores de 18, el 51.8% eran parejas casadas viviendo juntos, el 8.5% tenían una mujer sin hombre, y el 37% no tenían familias. El 29.7% de las casas eran individuales y el 8,5% sus habitantes tenían más de 65 años. El número promedio de habitantes por casa era de 2,43 y la familia media era de 3,06 personas.
La edad de la población se distribuye así: el 25.8% tiene menos de 18, 9.1% que tienen 18-24, 33.4% que tienen 25-44, 20.3% que tienen 45-64, y 11.5% que tienen más de 65 años. La edad media es 34. Por cada 100 mujeres hay 94,6 hombres. Por cada 100 females que tienen más de 18 años hay 91,0 hombres.
El sueldo medio de una casa en Rochester es $49.090 y el sueldo medio de una familia es $60.754.Los hombres tienen un sueldo medio de $40.380 contra $30.136 de las mujeres.
La renta per cápita de la ciudad es $24.811. Casi 4.7% de las familias y 7.8% de la población están viviendo por debajo del umbral de la pobreza, incluyendo 8.8% de los habitantes que tienen menos de 18 años y 10.2% de los que tienen más de 65.

## Demográfica racial

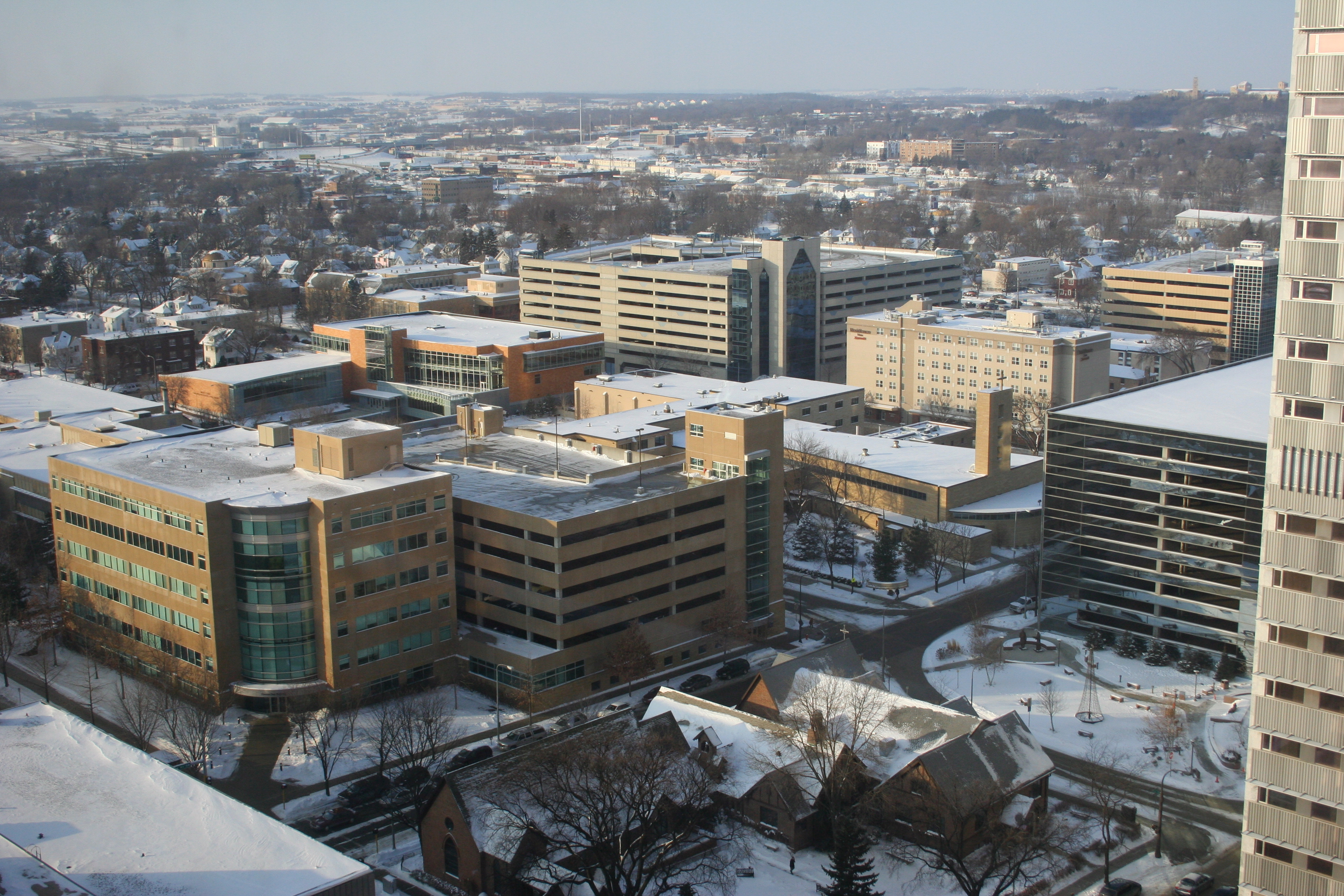
Rochester.

81.90% blancos
6.80% asiáticos
6.30% africanos
5.20% hispánicos.
1.74% de dos o más raíces. 
1.13% de otras raíces
0.20% indios
0.03% isleños pacíficos

## Escuelas secundarias
Hay seis escuelas secundarias en Rocheseter:
- Mayo High School
- Century High School
- Schaeffer Academy
- John Marshall High School
- Rochester Lourdes High School
- Studio Academy High School

## Personas que murieron en Rochester
- Agnes Moorehead.
- Jalifa bin Salman Al Jalifa.